# Albert de Broglie
Albert de Broglie, född 13 juni 1821 i Paris, död där 19 januari 1901, var en fransk politiker. Han var son till Victor de Broglie samt farfar till Maurice och Louis de Broglie.
de Broglie inträdde först på diplomatbanan. Han återgick efter 1848 års revolution till privatlivet och skrev mycket uppmärksammade artiklar i Revue des deux Mondes och senare i Correspondant, där han tillsammans med Alfred de Falloux, Charles de Montalembert och Augustin Cochin förde en häftig kampanj för kyrkans världsliga makt. Han ägnade sig även åt historiska arbeten och utgav 1856 Histoire de l'église et de l'empire au 4:e siècle och blev 1862 medlem av Franska akademien.
Vid valen 1871 utsågs han till departementet Eures representant i nationalförsamlingen och åtog sig några dagar senare på Adolphe Thiers begäran posten som ambassadör i London, där han stannade ett år. Han försökte förmå Thiers att slå in på en politik mer överensstämmande med den monarkistiska majoriteten inom nationalförsamlingen och bidrog till dennes fall. Efter Patrice de Mac-Mahons val till republikens president blev de Broglie konseljpresident och utrikesminister 1873 och drev som sådan monarkistisk politik men störtades 1874 av yttersta högern vid en omröstning rörande vallagen. 
Vid ministären Jules Simons fall 16 maj 1877 kallades han av Mac Mahon till konseljpresident och justitieminister och begärde 16 juni av senaten rätt att upplösa kammaren, vilket han beviljades. Detta ledde till den berömda dagorden "de trehundrasextiotres protest". Trots regeringens och Mac Mahons ansträngningar att uppnå konservativ majoritet vid nyvalen misslyckades detta. Den nya kammaren visade på nytt en opposition av 363 deputerade, och de Broglie avgick 20 november 1877. Sedan de Broglie vid valen till senaten i januari 1878 inte blivit omvald, drog han sig tillbaka från politiken och återvände till sina historiska studier.
Han intresserade sig som forskare främst för 1700-talet. Han hade i släktens arkiv tillgång till synnerligen värdefulla dokument och intar en plats i första ledet bland diplomatiska historieskrivare. Bland de Broglies skrifter märks Le secret du roi (2 band, 1878), Frédéric II et Marie-Thérèse (1882), Frédéric II et Louis XV (1884), samt Marie-Thérèse, impératrice (1888).